# Navia garcia-barrigae
Navia garcia-barrigae är en gräsväxtart som beskrevs av Lyman Bradford Smith. Navia garcia-barrigae ingår i släktet Navia och familjen Bromeliaceae.
Artens utbredningsområde är Colombia. Inga underarter finns listade i Catalogue of Life.